# Multi-Purpose Logistics Module

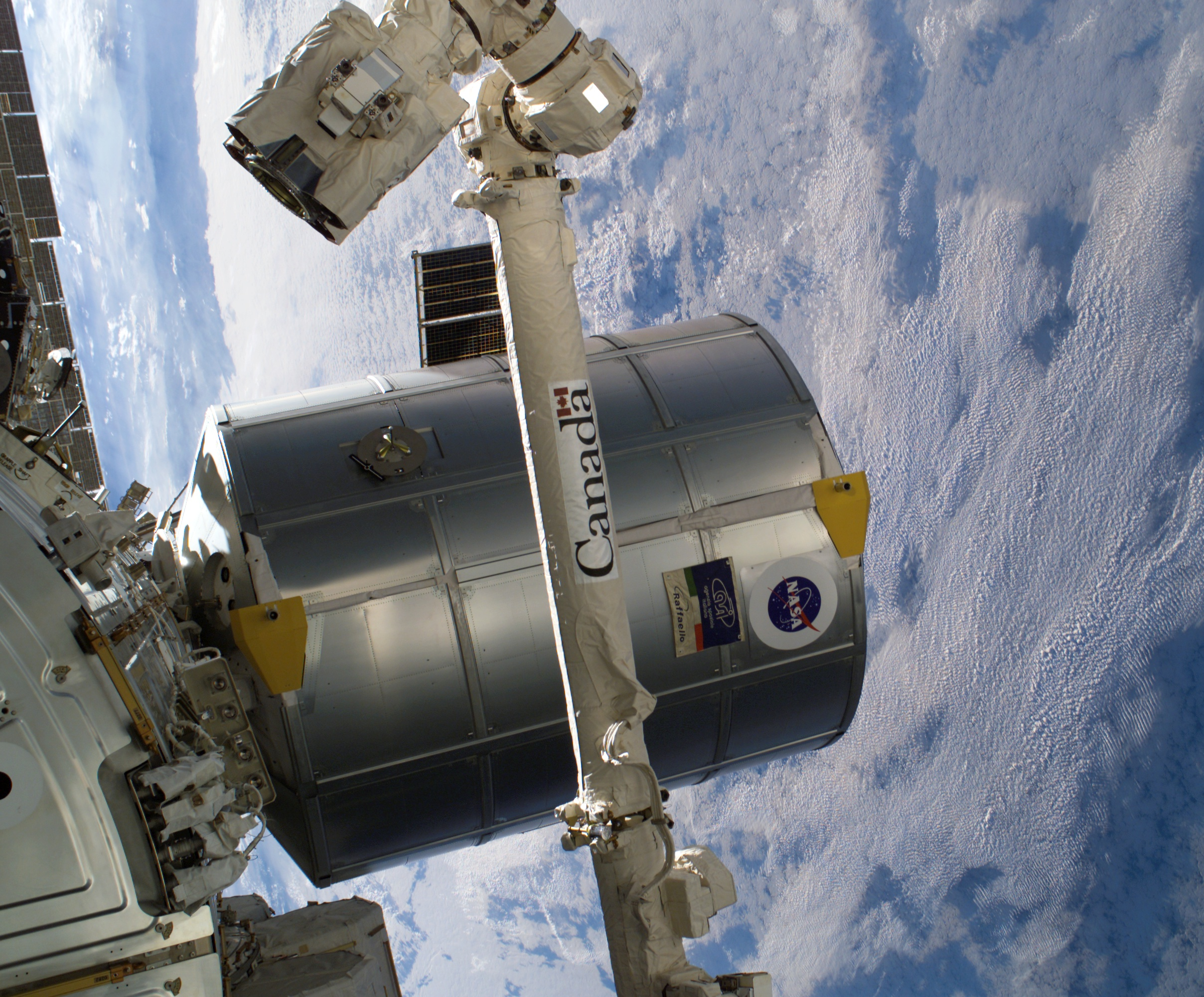
Raffaello dockad med ISS, under STS-114

Multi-Purpose Logistics Module (MPLM) var flera trycksatt moduler, byggda av Agenzia Spaziale Italiana (ASI) och använda flera gånger av amerikanska rymdfärjor för att frakta material till och från Internationella rymdstationen (ISS).
Tre moduler byggdes, Leonardo, Raffaello och Donatello, alla tre är uppkallade efter historiska italienare, Leonardo da Vinci, Rafael och Donatello.
2011 monterades Leonardo permanent på rymdstationen.
En av de två kvarvarande modulerna har senare konverterats av Lockheed Martin till en så kallad Habitat Ground Test Article, en försöksmodul för NASA:s Artemisprogram.

## Raffaello
Raffaello gjorde totalt fyra flygningar till ISS. Två med Endeavour och två med Discovery.

## Donatello
Donatello skilde sig från de andra två modulerna genom att den var utrustad för att kunna hålla sin last spänningssatt även under resan till och från ISS. Någon flygning gjordes inte med Donatello.

## Leonardo
Leonardo gjorde totalt åtta flygningar till ISS. Två med Endeavour och sex med Discovery. Inför sista flygningen modifierades modulen för att bli en permanent del av rymdstationen. Efter modifieringen kallades den Leonardo PMM.

## Uppskjutningar
| Uppskjutning     | Flygning          | MPLM         | Massa upp (kg) | Massa ner (kg) |
| ---------------- | ----------------- | ------------ | -------------- | -------------- |
| 8 mars 2001      | Discovery STS-102 | Leonardo     | 10 213         | 6 540          |
| 19 april 2001    | Endeavour STS-100 | Raffaello    | 8 811          | 6 763          |
| 10 augusti 2001  | Discovery STS-105 | Leonardo     | 9 467          | 7 799          |
| 5 december 2001  | Endeavour STS-108 | Raffaello    | 9 228          | 8 693          |
| 5 juni 2002      | Endeavour STS-111 | Leonardo     | 10 753         | 9 140          |
| 26 juli 2005     | Discovery STS-114 | Raffaello    | 8 301          | 9 110          |
| 4 juli 2006      | Discovery STS-121 | Leonardo     | 9 588          | 8 124          |
| 14 november 2008 | Endeavour STS-126 | Leonardo     | 12 748         | 6 966          |
| 28 augusti 2009  | Discovery STS-128 | Leonardo     | 12 601         | 8 927          |
| 5 april 2010     | Discovery STS-131 | Leonardo     | 12 371         | 9 242          |
| 24 februari 2011 | Discovery STS-133 | Leonardo PMM |                |                |
| 8 juli 2011      | Discovery STS-135 | Raffaello    | 9 500          | 5 660          |